# Château de Hohenklingen
Le château de Hohenklingen, appelé en allemand Burg Hohenklingen, est un château situé sur le territoire de la commune schaffhousoise de Stein am Rhein, en Suisse.

## Histoire
L'histoire du château de Hohenklingen est étroitement liée à celle de la ville de Stein am Rhein et de l'abbaye Saint-Georges (de). En 1200, l'avoyer de l'abbaye, Walter von Klingen, fait construire une maison-tour sur le site du château, probablement en remplacement d'un ancien bâtiment en bois. Au début du XIVe siècle, la famille von Klingen se divise en deux branches : les Hohenklingen-Brandis et les Hohenklingen-Bechburg. En 1359, Ulrich et Walter de Hohenklingen-Brandis vendent leur part du château à l'Autriche qui le leur confie en fief. En 1433, leur descendant Kaspar von Klingenberg, seigneur du château de Hohentwiel (de), rachète la seconde moitié du château d'Hohenklingen.
En 1457, à la suite de problèmes financiers, les Klingenberg doivent vendre le château de Hohenklingen aux citoyens de la ville de Stein am Rhein qui l'achètent pour 24 500 florins pour le château. Il passe ensuite sous le contrôle de la ville de Zurich qui l'incorpore dans son système de réseau d'alarme après 1484.
Pendant les guerres de Souabe et de Trente Ans le château joue un rôle important de fortification et se voit allouer une importante garnison jusqu'au XVIIIe siècle où la forteresse perd progressivement de son importance stratégique jusqu'à la suppression totale de la garnison en 1838. Plusieurs propriétaires se succèdent alors, dont certains tenteront d'y installer un sanatorium et des chambres d'hôtes, sans succès. Pendant la Seconde Guerre mondiale, un poste d'observation militaire a été installé sur la tour du château.
Aujourd'hui, le château est inscrit comme bien culturel suisse d'importance nationale. C'est une destination populaire, en particulier grâce au restaurant qui y est installé.

## Sources
- (de) Cet article est partiellement ou en totalité issu de l’article de Wikipédia en allemand intitulé « Burg Hohenklingen » (voir la liste des auteurs).